# Carlo Torelli di Guidantonio

Stemma dei Torelli

Carlo Torelli (... – Modena, 1835) è stato un nobile italiano.

## Biografia
Era figlio di Guidantonio e di Anna Lorenza Cassini di Padova.
Nel 1794 venne insignito dal re di Polonia Stanislao II Augusto Poniatowski delle onorificenze di Cavaliere dell'Ordine di San Stanislao e di Cavaliere dell'Ordine dell'Aquila Bianca. Avendo però il re lasciato Varsavia nel 1795 quando i russi occuparono la Polonia, i diplomi a favore di Carlo non ebbero completo corso. Egli si rivolse dunque allo zar Alessandro I di Russia affinché gli fossero confermate le antiche onorificenze: gli venne concesso l'Ordine di San Stinislao ma non quello dell'Ordine dell'Aquila Bianca. Fu ciambellano del duca di Modena Francesco IV d'Austria-Este.
Morì nel 1835.

## Discendenza
Carlo sposò Maria Scotti, contessa di Sarmato, dama della Croce stellata; non ebbero figli.